# Bahnstrecke Elmshorn–Bad Oldesloe
| |                                        |                                  |                                  |
| Streckennummer: | 9120, 1123 (Bad Oldesloe – Blumendorf) |                                  |                                  |
| Kursbuchstrecke (DB): | 139                                    |                                  |                                  |
| Kursbuchstrecke: | 93b (1934) 101w (1939) 112r (1946)     |                                  |                                  |
| Streckenlänge: | (ehem. 52,66 km) 24,361 km             |                                  |                                  |
| Spurweite: | 1435 mm (Normalspur)                   |                                  |                                  |
| Streckenklasse: | D4                                     |                                  |                                  |
| Maximale Neigung: | 10 ‰                                   |                                  |                                  |
| Minimaler Radius: | 225 m                                  |                                  |                                  |
| Streckengeschwindigkeit: | 100 km/h                               |                                  |                                  |
| Zugbeeinflussung: | PZB 90 (Version AKN)                   |                                  |                                  |
| |                                        |                                  |                                  |
| \| \| \| von Hamburg-Altona \| \| \| \| 0,000 \| Elmshorn \| Elmshorn \| \| \| \| nach Westerland \| \| \| \| \| nach Kiel \| \| \| \| \| \| \| \| \| 2,137 \| Langenmoor \| Langenmoor \| \| \| 3,855 \| Sparrieshoop \| Sparrieshoop \| \| \| 4,908 \| Offenau \| Offenau \| \| \| 5,140 \| A23 \| A23 \| \| \| 6,086 \| Bokholt \| Bokholt \| \| \| 7,446 \| Voßloch \| Voßloch \| \| \| 9,202 \| Barmstedt Brunnenstraße \| Barmstedt Brunnenstraße \| \| \| 9,857 \| Barmstedt \| Barmstedt \| \| \| 10,552 \| Napphorner Graben \| Napphorner Graben \| \| \| 11,396 \| Hollenbek \| Hollenbek \| \| \| 13,738 \| Krückau \| Krückau \| \| \| 14,20014,243 \| Fehllänge 43 m \| Fehllänge 43 m \| \| \| 15,363 \| Langeln (Holst) ehem. Bf \| Langeln (Holst) ehem. Bf \| \| \| 15,825 \| Langeln (Holst) (seit 2000) \| Langeln (Holst) (seit 2000) \| \| \| 16,700 \| Hoffnung \| Hoffnung \| \| \| 19,424 \| Alveslohe \| Alveslohe \| \| \| 20,706 \| A7 \| A7 \| \| \| 24,404 \| von Neumünster \| von Neumünster \| \| \| 24,532 \| Henstedt-Ulzburg (ehem. Ulzburg) \| Henstedt-Ulzburg (ehem. Ulzburg) \| \| \| \| nach Eidelstedt \| \| \| \| 26,580 \| Henstedt-Kisdorf \| Henstedt-Kisdorf \| \| \| 29,130 \| Henstedt-Wohld \| Henstedt-Wohld \| \| \| 31,380 \| Wakendorf-Götzberg \| Wakendorf-Götzberg \| \| \| 33,080 \| Bredenbek \| Bredenbek \| \| \| 34,450 \| Rönne \| Rönne \| \| \| 36,450 \| Nahe (Holst) \| Nahe (Holst) \| \| \| 38,40 \| Nahe Torfverladestelle \| Nahe Torfverladestelle \| \| \| 40,340 \| Borstel \| Borstel \| \| \| 41,650 \| Alster-Beste-Kanal \| Alster-Beste-Kanal \| \| \| 42,550 \| Sülfeld \| Sülfeld \| \| \| 44,540 \| Norderbeste \| Norderbeste \| \| \| 44,820 \| Grabau \| Grabau \| \| \| 48,060 \| Streckenende 2021 \| Streckenende 2021 \| \| \| 48,400 \| Blumendorf \| Blumendorf \| \| \| 48,430 \| Anschluss Arcelor Mittal \| Anschluss Arcelor Mittal \| \| \| 48,890 \| Anschluss Industriegleis \| Anschluss Industriegleis \| \| \| 50,960 \| Rümpeler Weg \| Rümpeler Weg \| \| \| 51,440 \| Beste \| Beste \| \| \| \| von Ratzeburg \| \| \| \| \| von Hamburg und Schwarzenbek \| \| \| \| 52,660 \| Bad Oldesloe \| Bad Oldesloe \| \| \| \| nach Lübeck und Neumünster \| \| |                                        |                                  |                                  |
| Strecke |                                        | von Hamburg-Altona               | von Hamburg-Altona               |
| Haltepunkt / Haltestelle Streckenanfang · Bahnhof | 0,000                                  | Elmshorn                         | Elmshorn                         |
| Strecke · Abzweig geradeaus und nach links |                                        | nach Westerland                  | nach Westerland                  |
| Strecke · Abzweig ehemals geradeaus und nach links |                                        | nach Kiel                        | nach Kiel                        |
| Verschwenkung nach links · Verschwenkung nach rechts (Strecke außer Betrieb) |                                        |                                  |                                  |
| Haltepunkt / Haltestelle | 2,137                                  | Langenmoor                       | Langenmoor                       |
| Bahnhof | 3,855                                  | Sparrieshoop                     | Sparrieshoop                     |
| Brücke über Wasserlauf | 4,908                                  | Offenau                          | Offenau                          |
| Strecke mit Straßenbrücke | 5,140                                  | A23                              | A23                              |
| Haltepunkt / Haltestelle | 6,086                                  | Bokholt                          | Bokholt                          |
| Haltepunkt / Haltestelle | 7,446                                  | Voßloch                          | Voßloch                          |
| Haltepunkt / Haltestelle | 9,202                                  | Barmstedt Brunnenstraße          | Barmstedt Brunnenstraße          |
| Bahnhof | 9,857                                  | Barmstedt                        | Barmstedt                        |
| Brücke über Wasserlauf | 10,552                                 | Napphorner Graben                | Napphorner Graben                |
| Brücke über Wasserlauf | 11,396                                 | Hollenbek                        | Hollenbek                        |
| Brücke über Wasserlauf | 13,738                                 | Krückau                          | Krückau                          |
| Kilometer-Wechsel | 14,20014,243                           | Fehllänge 43 m                   | Fehllänge 43 m                   |
| ehemaliger Haltepunkt / Haltestelle | 15,363                                 | Langeln (Holst) ehem. Bf         | Langeln (Holst) ehem. Bf         |
| Haltepunkt / Haltestelle | 15,825                                 | Langeln (Holst) (seit 2000)      | Langeln (Holst) (seit 2000)      |
| ehemaliger Haltepunkt / Haltestelle | 16,700                                 | Hoffnung                         | Hoffnung                         |
| Haltepunkt / Haltestelle | 19,424                                 | Alveslohe                        | Alveslohe                        |
| Strecke mit Straßenbrücke | 20,706                                 | A7                               | A7                               |
| Abzweig geradeaus und von links | 24,404                                 | von Neumünster                   | von Neumünster                   |
| Bahnhof | 24,532                                 | Henstedt-Ulzburg (ehem. Ulzburg) | Henstedt-Ulzburg (ehem. Ulzburg) |
| Abzweig ehemals geradeaus und nach rechts |                                        | nach Eidelstedt                  | nach Eidelstedt                  |
| Haltepunkt / Haltestelle (Strecke außer Betrieb) | 26,580                                 | Henstedt-Kisdorf                 | Henstedt-Kisdorf                 |
| Haltepunkt / Haltestelle (Strecke außer Betrieb) | 29,130                                 | Henstedt-Wohld                   | Henstedt-Wohld                   |
| Bahnhof (Strecke außer Betrieb) | 31,380                                 | Wakendorf-Götzberg               | Wakendorf-Götzberg               |
| Brücke über Wasserlauf (Strecke außer Betrieb) | 33,080                                 | Bredenbek                        | Bredenbek                        |
| Brücke über Wasserlauf (Strecke außer Betrieb) | 34,450                                 | Rönne                            | Rönne                            |
| Bahnhof (Strecke außer Betrieb) | 36,450                                 | Nahe (Holst)                     | Nahe (Holst)                     |
| Dienststation / Betriebs- oder Güterbahnhof (Strecke außer Betrieb) | 38,40                                  | Nahe Torfverladestelle           | Nahe Torfverladestelle           |
| Haltepunkt / Haltestelle (Strecke außer Betrieb) | 40,340                                 | Borstel                          | Borstel                          |
| Brücke über Wasserlauf (Strecke außer Betrieb) | 41,650                                 | Alster-Beste-Kanal               | Alster-Beste-Kanal               |
| Bahnhof (Strecke außer Betrieb) | 42,550                                 | Sülfeld                          | Sülfeld                          |
| Brücke über Wasserlauf (Strecke außer Betrieb) | 44,540                                 | Norderbeste                      | Norderbeste                      |
| Bahnhof (Strecke außer Betrieb) | 44,820                                 | Grabau                           | Grabau                           |
| Kilometer-Wechsel (Strecke außer Betrieb) | 48,060                                 | Streckenende 2021                | Streckenende 2021                |
| Bahnhof (Strecke außer Betrieb) | 48,400                                 | Blumendorf                       | Blumendorf                       |
| Abzweig geradeaus und nach links (Strecke außer Betrieb) | 48,430                                 | Anschluss Arcelor Mittal         | Anschluss Arcelor Mittal         |
| Abzweig geradeaus und nach links (Strecke außer Betrieb) | 48,890                                 | Anschluss Industriegleis         | Anschluss Industriegleis         |
| Haltepunkt / Haltestelle (Strecke außer Betrieb) | 50,960                                 | Rümpeler Weg                     | Rümpeler Weg                     |
| Brücke über Wasserlauf (Strecke außer Betrieb) | 51,440                                 | Beste                            | Beste                            |
| Abzweig geradeaus und von rechts (Strecke außer Betrieb) |                                        | von Ratzeburg                    | von Ratzeburg                    |
| Abzweig ehemals geradeaus und von rechts |                                        | von Hamburg und Schwarzenbek     | von Hamburg und Schwarzenbek     |
| Bahnhof | 52,660                                 | Bad Oldesloe                     | Bad Oldesloe                     |
| Abzweig geradeaus und nach links |                                        | nach Lübeck und Neumünster       | nach Lübeck und Neumünster       |

Die Bahnstrecke Elmshorn–Bad Oldesloe (als „Elmshorn-Barmstedt-Oldesloer Eisenbahn“ bezeichnet, kurz EBOE, seit 1966: EBO) ist eine seit 1896 bestehende regionale West-Ost-Eisenbahnstrecke im südlichen Schleswig-Holstein, die seit 1981 von der AKN Eisenbahn betrieben wird.

## Geschichte

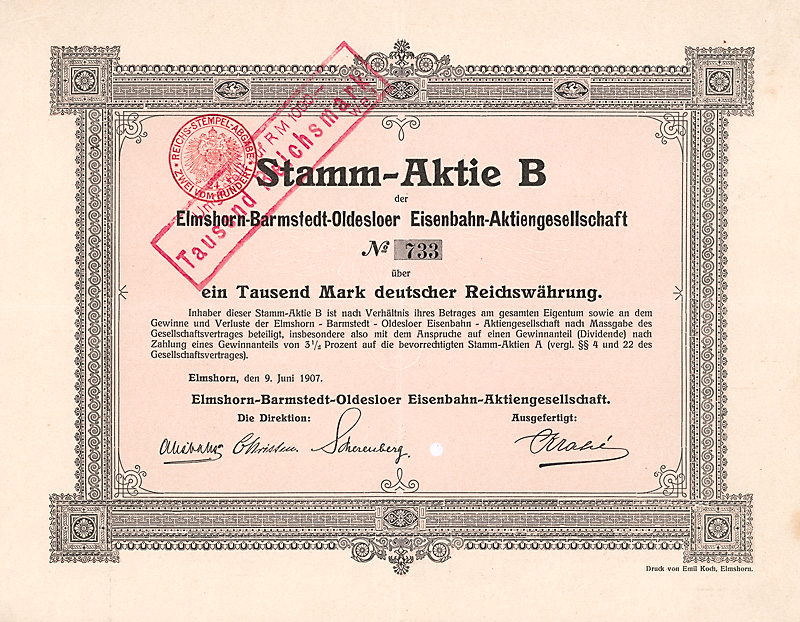
Aktie über 1000 RM der Elmshorn-Barmstedt-Oldesloer Eisenbahn-AG vom 9. Juni 1907

Am 15. Juli 1896 wurde die zehn Kilometer lange Kleinbahn von Elmshorn nach Barmstedt durch die Elmshorn-Barmstedter Eisenbahn-AG eröffnet. Diese wurde am 9. Juni 1907 von der am 3. Dezember 1904 gegründeten Elmshorn-Barmstedt-Oldesloer Eisenbahn-AG (EBOE) in Elmshorn übernommen. Sie eröffnete am selben Tag die weiterführende Strecke Barmstedt – Ulzburg (heute Henstedt-Ulzburg) – Oldesloe (heute Bad Oldesloe) als Nebenbahn und konzessionierte die bisherige Kleinbahn in eine Nebenbahn um, um durchgehenden Verkehr zur Staatsbahn zu ermöglichen. Der Bau der 42,7 Kilometer langen Strecke kostete rund 2,9 Millionen Mark. Für den Betrieb standen acht Dampflokomotiven zur Verfügung.
Die nunmehr 52,7 Kilometer lange, normalspurige Strecke führte durch eine dünn besiedelte ländliche Landschaft. Sie wurde durchgehend eingleisig errichtet. Aufgrund ihrer strategischen Bedeutung als Ost-West-Verbindung und nördliche Umfahrung Hamburgs erhielten ihre Bahnhöfe lange Ausweichgleise.
Personenverkehr war nur zwischen Elmshorn und Barmstedt lohnend. Zwischen Barmstedt und Bad Oldesloe wurde der Verkehr ab 1931 auf Triebwagen umgestellt. Der Güterverkehr war ausreichend. Nach der Grenzziehung nach dem verlorenen Zweiten Weltkrieg 1945 zwischen der britisch besetzten Zone (Schleswig-Holstein) und der sowjetisch besetzten Zone (Mecklenburg) gab es die Durchgangsgüterzüge aus Richtung Osten nicht mehr. Das besserte sich nach Öffnung des Übergangs Herrnburg bei Lübeck. Infolge von Produktionseinstellungen und Verkehrsverlagerung entfielen diese Transporte in den 1970er Jahren. Das Geld für eine notwendige Streckensanierung fehlte, die Gleise lagen noch in Kiesbettung.
Am 29. September 1973 wurde der Personenverkehr auf der Schiene zwischen Barmstedt und Bad Oldesloe eingestellt, nachdem schon ab Jahresbeginn zwischen Barmstedt und Alveslohe Schienenersatzverkehr bestanden hatte. Den Schienenersatzverkehr führten bis 1983 die Verkehrsbetriebe Hamburg-Holstein (VHH) aus, dann übernahm dies für etliche Jahre der Omnibusbetrieb Otto Strunck.
Zum Jahresende 1973 stellte die EBOE den Güterverkehr ab Barmstedt ein. Die Güterzüge hatten sehr lange Fahrzeiten. Es gab vielfältige Rangierarbeiten, Zugkreuzungen und Zugüberholungen. Ng 2001 verließ werktags außer samstags Elmshorn um 08:11 Uhr und erreichte Bad Oldesloe um 12:38 Uhr. Die Rückleistung von Ng 2002 hatte eine Abfahrtszeit in Bad Oldesloe um 14:03 Uhr mit einer Planankunft in Elmshorn um 18:39 Uhr.

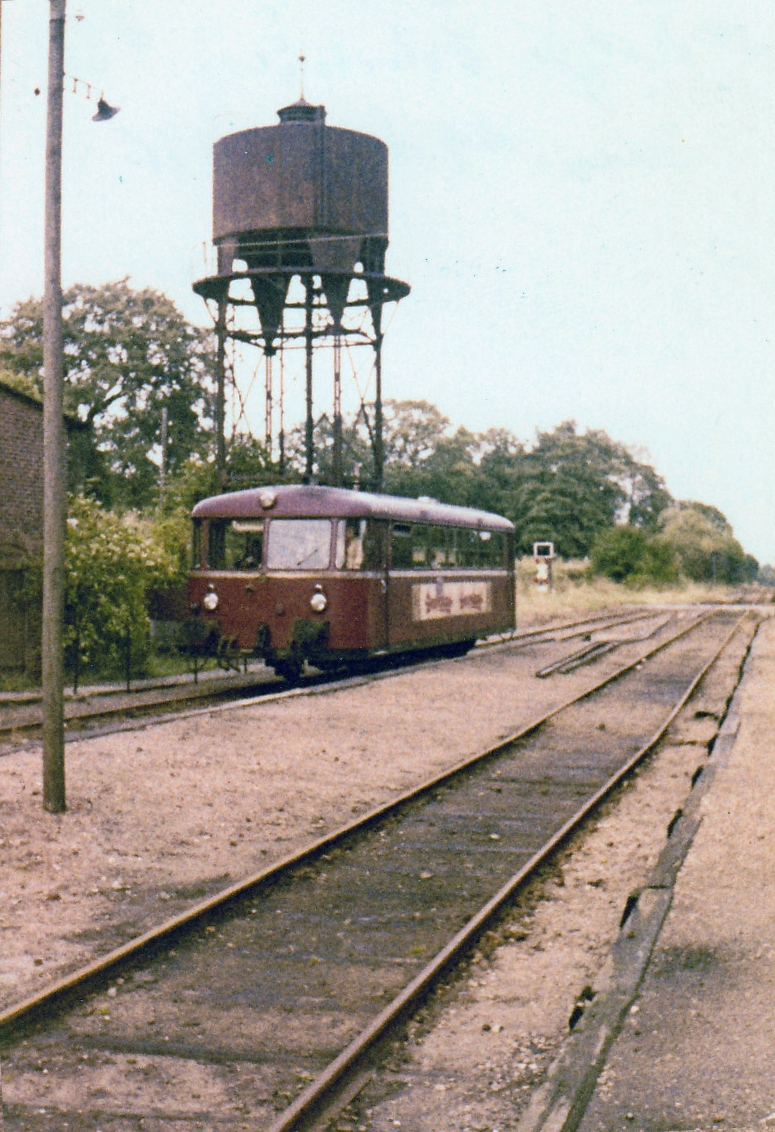
Letzter Zug 450 am 29. September 1973 in Wakendorf-Götzberg
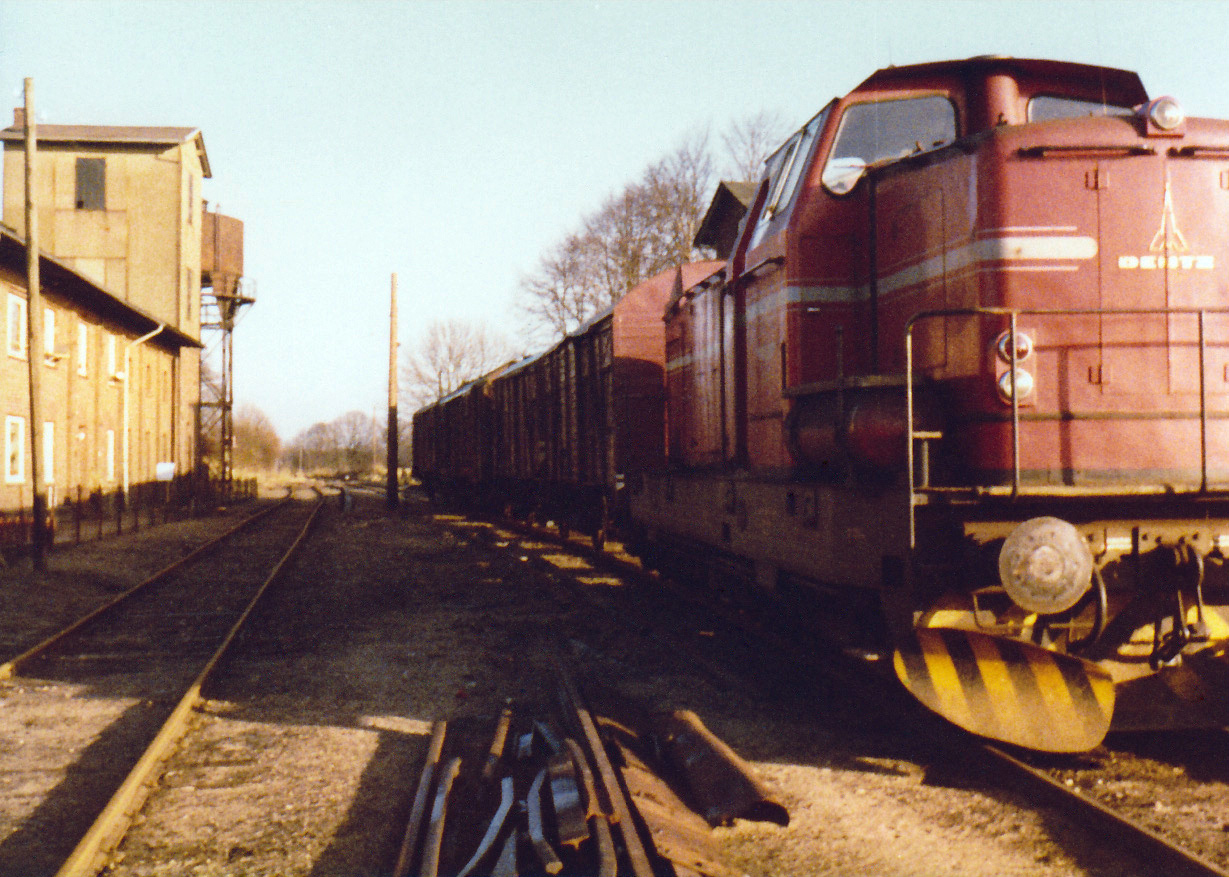
Letzter planmäßiger Güterzug 2002 am 30. Dezember 1973 in Wakendorf-Götzberg
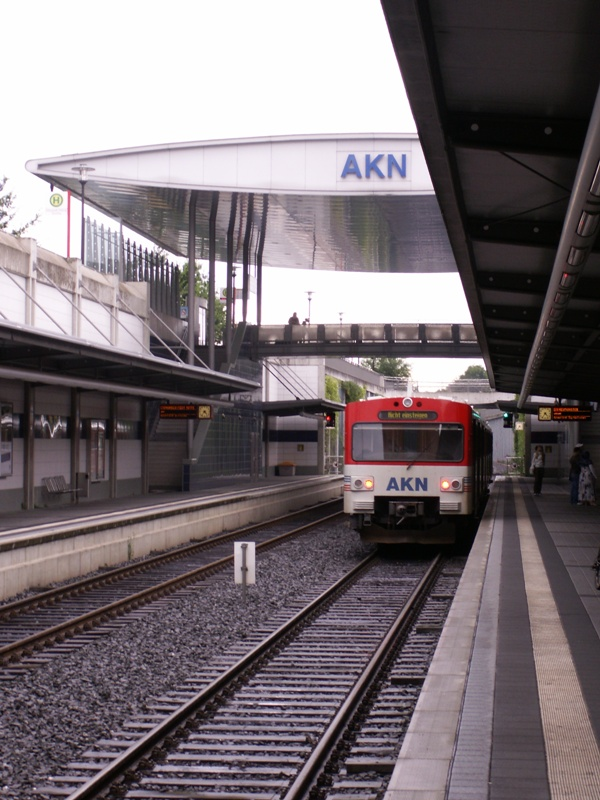
Bahnhof Henstedt-Ulzburg nach der Tieferlegung
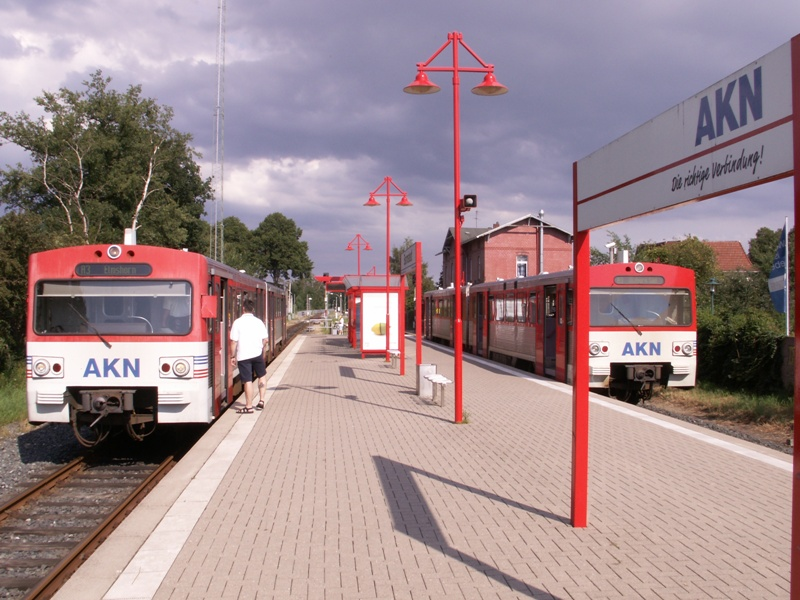
AKN-Züge im Bahnhof Barmstedt
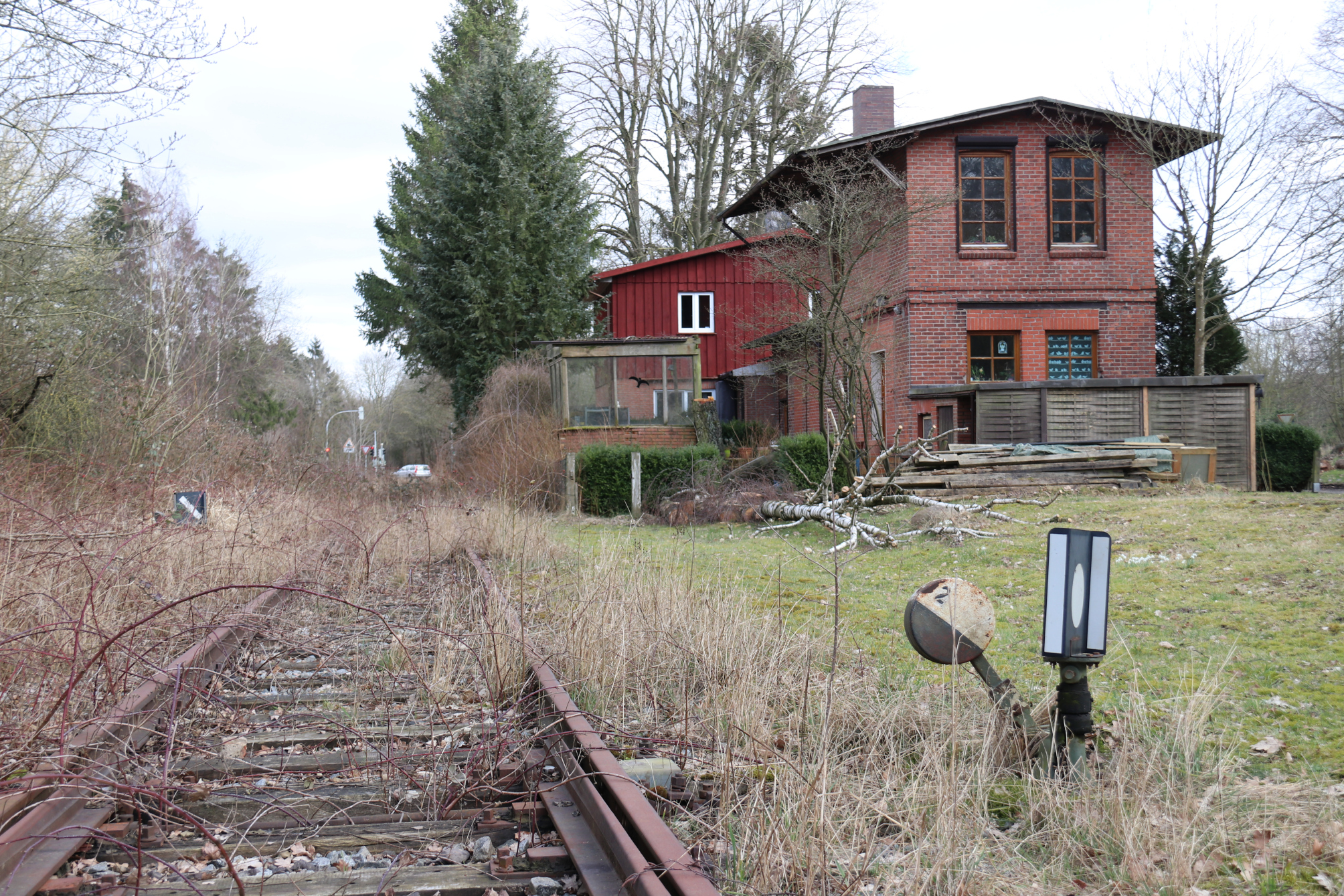
Bahnhof Blumendorf 2021

Bis 1978 führte die AKN noch Güterverkehr von Alveslohe über Ulzburg bis Henstedt-Kisdorf durch und zwischen Bad Oldesloe und Blumendorf bis zum 31. Dezember 1981. Danach wurde das vier Kilometer lange Reststück zum Bahnhof Blumendorf als Industriestammgleis der Stadt Bad Oldesloe bis Ende Dezember 2016 betrieben und danach wegen zu hoher Unterhaltskosten (170.000 Euro jährlich) und zu niedriger Einnahmen stillgelegt. Die Gleisanlagen bis zum Bahnhof Blumendorf sowie der Industrieanschluss sind aktuell vorhanden, allerdings im derzeitigen Zustand unbenutzbar. Seitdem verhandelt die Stadt u. a. mit der AKN über eine Wiederaufnahme des Bahnbetriebes, wobei die Sanierungskosten 950.000 Euro betragen.
Die Gleisanlagen zwischen Ulzburg und Blumendorf wurden abgebaut, die Trasse wurde zum Radwanderweg. Im Bereich Wakendorf II bis Nahe erhielt dieser Radweg Informationstafeln und ist Europas längster Obstgehölzpfad.
Seit 1965 gehört die Strecke Elmshorn–Barmstedt zuerst unter der Linienbezeichnung „EBO“, später unter „A3“ zum Hamburger Verkehrsverbund (HVV).

### Die EBO als AKN-Bahnstrecke
Die EBOE wird seit 1981 von der AKN Eisenbahn AG betrieben, mit der schon seit 1957 eine gemeinsame Betriebsführung bestanden hatte.
Der Abschnitt von Barmstedt nach Ulzburg wurde nach seiner Stilllegung noch für Betriebsfahrten genutzt. Da die Werkstatt in Barmstedt für die Wartung der modernen Triebwagen VT 2E nicht ausreichte, war die Alternative, die Werkstatt dort auszubauen oder die Strecke zwischen Barmstedt und Henstedt-Ulzburg zu erneuern. Letzteres wurde bis 1991 getan und die Werkstatt in Barmstedt geschlossen.
1992 wurde der Personenverkehr zunächst mit nur einigen täglichen Zügen wieder aufgenommen und die Strecke in den HVV-Tarif eingegliedert. Seit 1999 wird die Strecke regelmäßig von der bis Ulzburg Süd (an der Stammstrecke der AKN) erweiterten Linie A3 befahren.

## Fahrzeuge
Waren anfangs nur leichte Lokomotiven (zwei gebrauchte zweiachsige und fünf dreiachsige Lokomotiven des Typs Preußische T 3) eingesetzt, so machte der starke Güterverkehr stärkere Lokomotiven nötig: 1925 bis 1940 wurden vier- und fünfachsige Dampflokomotiven beschafft.
1933 wurden die ersten drei zweiachsigen Triebwagen EBOE T1–T3 eingesetzt, sie waren von der Waggonfabrik Gotha gefertigt worden. Statt sieben Zugpaare 1930 konnten damit 22 Zugpaare gefahren werden.
1951 wurde der in der Waggonfabrik Gebrüder Credé gebaute vierachsige Triebwagen T4 in Dienst gestellt, der bis 1971 im Einsatz war und anschließend in Wakendorf-Götzberg abgestellt wurde. 1955 wurde von der Bergedorf-Geesthachter Eisenbahn (BGE) ein 1935 gebauter vierachsiger MAN-Triebwagen gekauft, der bis 1965 als EBOE T5 im Einsatz war. 1958 wurde dann ein MAN-Schienenbus erworben. Durch die Abstellung der Vorkriegs-Triebwagen wurden ab 1961 Uerdinger Schienenbusse neu und gebraucht beschafft. Sie waren einmotorig wie der VT 95, hatten jedoch normale Zug- und Stoßvorrichtungen. Zur Typenbereinigung wurde der MAN-Schienenbus 1968 an die Alsternordbahn abgegeben.
Mit der Übernahme durch die AKN kamen die Fahrzeuge dorthin, zwei der Uerdinger Schienenbusse wurden bis 2019 für Sonderfahrten betriebsfähig erhalten. Als die VTA angeliefert wurden, konnten einige VT 2E auf die A3 gehen, wo sie die Schienenbusse ersetzten. 2015 kamen die neuen Triebwagen LINT 54 auf die AKN-Stammstrecke, die VTA gingen wiederum auf die A3, wo sie die VTE ersetzten.
Seit März 2021 fährt auf dieser Strecke zwischen Ulzburg Süd und Elmshorn ein Triebwagen der Baureihe 648 der ehemaligen Nord-Ostsee-Bahn und ersetzt dabei einen VTA-Umlauf.
Seit dem Fahrplanwechsel am 15. Dezember 2024 setzt die AKN als Ersatz für die älteren VTA auf der Linie A3 modernisierte, barrierefreie Triebzüge vom Typ LINT 41 ein, welche vorher bei der AKN-Tochtergesellschaft Nordbahn Eisenbahngesellschaft im Einsatz standen. Weiterhin können aber noch die älteren VTA außerplanmäßig zum Einsatz kommen.